# Macrosiphum stellariae
Macrosiphum stellariae är en insektsart. Macrosiphum stellariae ingår i släktet Macrosiphum och familjen långrörsbladlöss. Inga underarter finns listade i Catalogue of Life.